# Füllinsdorf
Füllinsdorf (toponimo tedesco) è un comune svizzero di 4 404 abitanti del Canton Basilea Campagna, nel distretto di Liestal.

## Monumenti e luoghi d'interesse

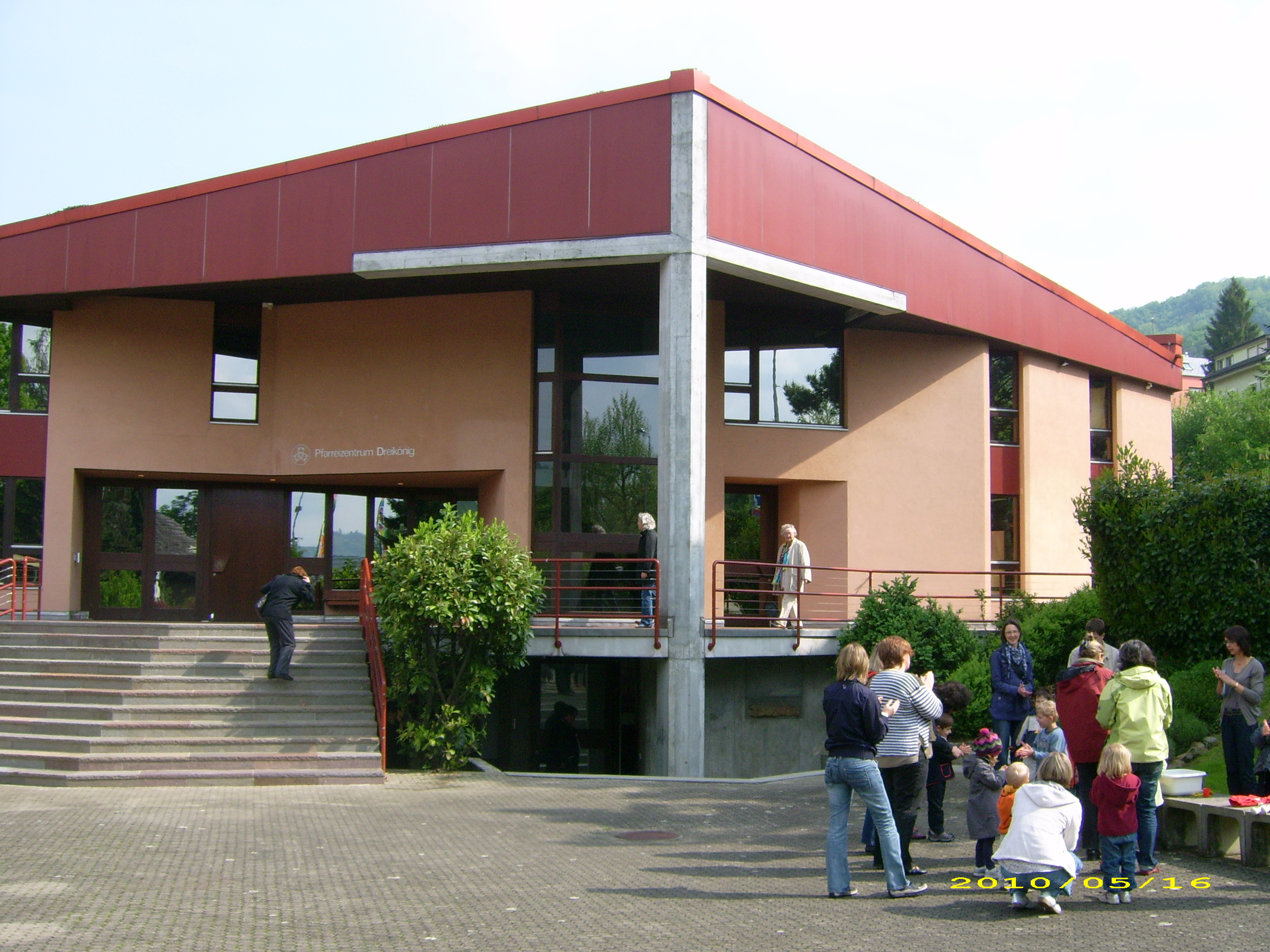
La chiesa riformata

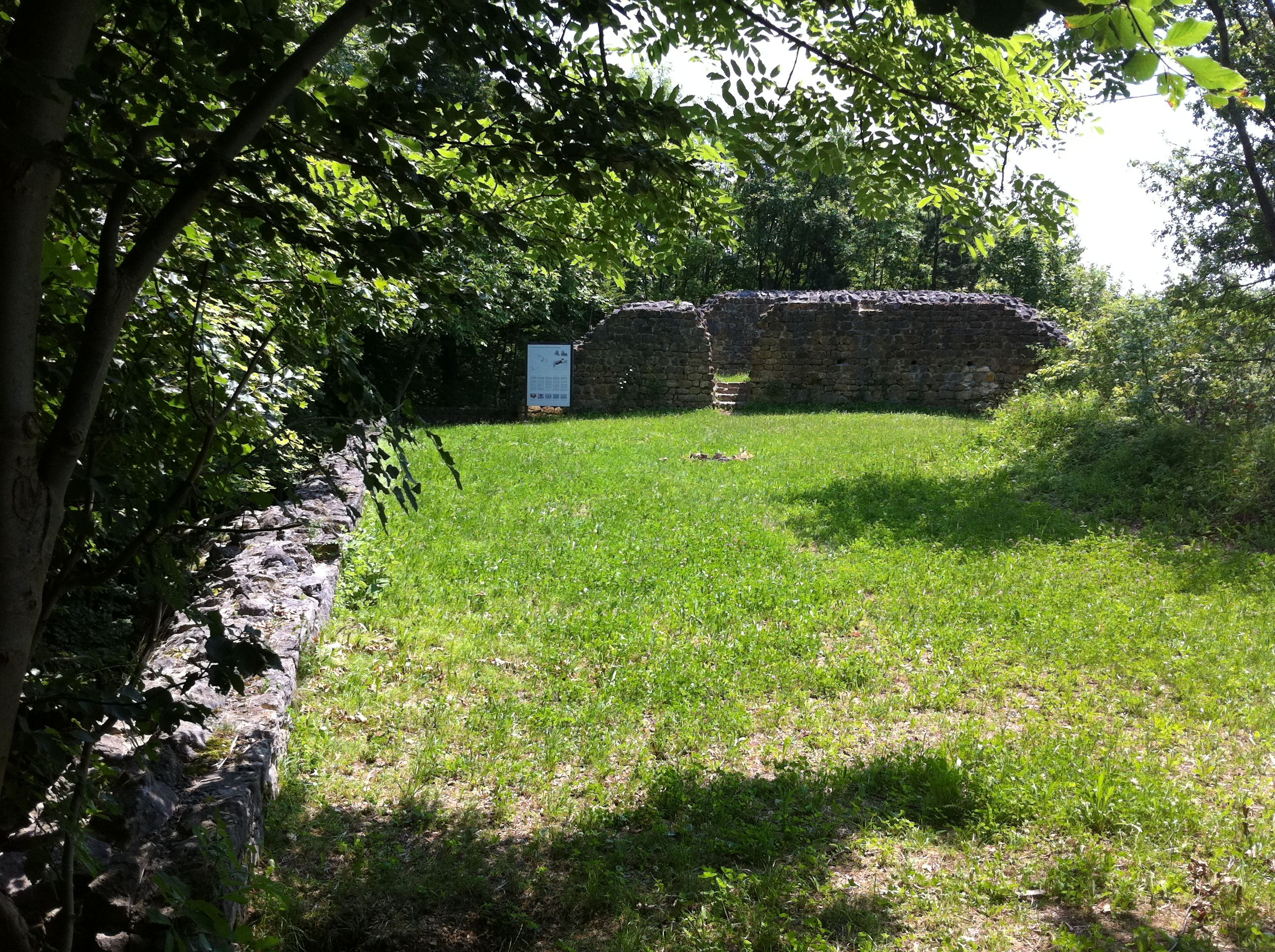
Rovine del castello di Altenberg

- Chiesa riformata, eretta nel 1861 e ricostruita nel 1975-1976[1];
- Rovine del castello di Altenberg, eretto nell'XI secolo[1].

## Società

### Evoluzione demografica
L'evoluzione demografica è riportata nella seguente tabella:
Abitanti censiti

## Infrastrutture e trasporti

La stazione di Frenkendorf-Füllinsdorf

Füllinsdorf è servito dalla stazione di Frenkendorf-Füllinsdorf sulle ferrovie Basilea-Olten e Bözbergbahn.

## Amministrazione
Ogni famiglia originaria del luogo fa parte del cosiddetto comune patriziale e ha la responsabilità della manutenzione di ogni bene ricadente all'interno dei confini del comune.